# 海空りく
海空 りく（みそら りく、1987年1月19日 - ）は日本の小説家（ライトノベル作家）。男性。

## 概要
第2回GA文庫大賞にて投稿作品『善意の魔法』が優秀賞を受賞（応募時のペンネームは弐乃りくと）。同作を改題した『断罪のイクシード』でデビュー。第3作『落第騎士の英雄譚』が2015年10月から同年12月までテレビアニメ化、第5作『超人高校生たちは異世界でも余裕で生き抜くようです!』が2019年10月から同年12月までテレビアニメ化された。
好きなアニメにスクライドを挙げており、落第騎士のアニメ化の際に音楽はスクライドのスタッフ（酒井ミキオ、中川幸太郎）を希望し実現した。

## 作品

### 小説
- 断罪のイクシード（『GA文庫』（SBクリエイティブ）、イラスト：純珪一、全5巻）
- 彼女の恋が放してくれない!（『GA文庫』、イラスト：有河サトル、全3巻）
- 落第騎士の英雄譚（『GA文庫』、イラスト：をん、全20巻）
- アルティメット・アンチヒーロー（『講談社ラノベ文庫』（講談社）、イラスト：Nardack、全4巻）
- 超人高校生たちは異世界でも余裕で生き抜くようです!（『GA文庫』、イラスト：さくらねこ、全10巻）
- カノジョの妹とキスをした。（『GA文庫』、イラスト：さばみぞれ、全4巻）

### 漫画原作
- 野球で戦争する異世界で超高校級エースが弱小国家を救うようです。（『月刊少年シリウス』、作画：西田拓矢、全10巻）
- 捕虜英雄 〜捨て駒にされた剣奴は敵国で成り上がる〜（『ヤングアニマル』2025年7号[3] - 、漫画：真じろう）
- 限界集落を脱村した錬金術士、都会で”最強”なのがバレまくる。～老害どもにはいい加減愛想が尽きました～（『マガジンポケット』、作画：西田拓矢、2025年5月10日～）